# حمزة منديل
حمزة منديل(من مواليد 21 أكتوبر 1997 في الدارالبيضاء ، المغرب) من أب إيفواري وأم مغربية هو لاعب كرة قدم مغربي، يلعب حاليا مع شالكه 04 الألماني، كما يلعب مع منتخب بلاده المغربي منذ عام 2016 في مركز الظهير الأيسر. وقد تلقى حمزة التكوين بأكاديمية محمد السادس. 

## روابط خارجية
- حمزة منديل على موقع الاتحاد الدولي (مؤرشف)  (الإنجليزية)
- حمزة منديل على موقع اتحاد تركيا (لاعب) (الإنجليزية)
- حمزة منديل على موقع رابطة كرة القدم الفرنسية للمحترفين (الإنجليزية)
- حمزة منديل على موقع قاعدة بيانات كرة القدم.إي يو (الإنجليزية)
- حمزة منديل على موقع ليكيب (الفرنسية)
- حمزة منديل على موقع ناشيونال فوتبول تيمز (الإنجليزية)
- حمزة منديل على موقع Soccerbase.com (لاعب) (الإنجليزية)
- حمزة منديل على موقع Soccerway.com (الإنجليزية)
- حمزة منديل على موقع عالم كرة القدم.نت (الإنجليزية)
- حمزة منديل على موقع AS.com (الإسبانية)